# Bionettoyage
Le terme bionettoyage désigne l'ensemble des opérations réalisées, notamment en milieu hospitalier, afin d'assainir un environnement. Le bionettoyage permet de réduire, voire de supprimer, les micro-organismes présents dans un milieu, afin d'éviter des contaminations ou des infections par des maladies nosocomiales.

## Étapes du bionettoyage

### En trois temps ou séparées
Utilisation de deux produits séparés, un détergent et un désinfectant :
- le nettoyage permet d'éliminer les salissures et les micro-organismes (biofilm) à l'aide d'un produit détergent. Il élimine une grande partie des micro-organismes présents sur la surface ;
- le rinçage élimine les salissures, micro-organismes, mis en suspension par le détergent, et les traces de produit détergent ;
- la désinfection s'effectue par contact ou par pulvérisation d'un désinfectant contenant des agents biocides capables de détruire les micro-organismes.

### En un seul temps
Certains produits détergents et désinfectants, notés dD pour détergent et Désinfectant, permettent de réaliser le nettoyage et la désinfection simultanément.
D'autres produits détergents, détartrants et désinfectants permettent de réaliser le nettoyage, le détartrage et la désinfection simultanément.

## Critères à respecter
- L'organisation et l'économie : le protocole de bionettoyage, ordre précis des actes à effectuer avec le matériel et les produits nécessaires, est généralement établi par le responsable en hygiène de l'établissement. Il doit être respecté scrupuleusement. On travaille toujours selon les mêmes principes du plus propre au plus sale.
- L'hygiène : le lavage des mains avant et après le bionettoyage limite les contaminations manuportées. La tenue professionnelle est de rigueur, le port des gants à usage unique est nécessaire. Le matériel utilisé est toujours propre et désinfecté, les lavettes (chiffonnettes) à usage unique ou lavées à 90 °C (ou avec une lessive désinfectante). Les bandeaux de lavage aussi et de préférence en microfibre.
- La sécurité : une formation professionnelle est fortement préconisée.
En cas de risque de projection dans les yeux les lunettes sont conseillées, en cas de pulvérisation celui d'un masque.
- L'économie : la solution détergente désinfectante s'utilise dans les 24 heures. On prépare la quantité de solution nécessaire pour la journée, selon les chambres à bionettoyer.
- La communication : il sera nécessaire de transmettre à l'ensemble de l'équipe les conditions particulières à prendre pour cette activité, le niveau élevé de communication, ou de désinfectant qu'il conviendra de choisir selon le risque.
- La qualité du service : elle est évaluée par un contrôle visuel et un contrôle microbiologique par prélèvement sur un milieu de culture, qui permet d'identifier et de quantifier les micro-organismes présents sur la surface contrôlée.
- La posture : elle est primordiale dans les activités de bionettoyage. Choisir un matériel ergonomique et adopter les gestes techniques appropriés permet de faciliter le travail et de prévenir des risques (TMS, lumbago, ...)

## Contrôles microbiologiques
Dans le milieu hospitalier, le milieu de la restauration et de la blanchisserie, les contrôles microbiologiques des surfaces peuvent permettre de créer un indicateur qualité.
Ce type de contrôle est le plus souvent réalisé par un biohygiéniste, ou par une personne désignée dans le service prélevé.
La contrainte des prélèvements de surfaces selon les besoins recherchés est le plus souvent le critère du moment du prélèvement. Ainsi les prélèvements de surface doivent être réalisés entre 20 et 45 minutes après le bionettoyage. Il est indiscutable que les biais existent : nettoyer pour prélever derrière, prévenir le service prélevé…
Le résultat n'aura de valeur que si et seulement si le bionettoyage réalisé au préalable correspond bien à celui réalisé au quotidien.
Enfin l'interprétation des résultats possède des limites. Le milieu de prélèvement appelé gélose de contact couvre une surface de 25 cm2. Il est difficile d'imaginer sur une surface de 2 m2 qu'un seul prélèvement de 25 cm2 suffit à estimer la qualité du bionettoyage sur une telle surface.
Il faut donc toute proportion gardée ne pas abuser de ces prélèvements. Ce qui parait propre microbiologiquement sur ces surfaces pourrait très bien être en fait une surface mal bionettoyée sur d'autre endroits non prélevés.
Le prélèvement de surface ne doit pas être un moyen scientifique d'estimer la qualité du bionettoyage, en revanche il peut être utilisé comme méthode pédagogique auprès du personnel chargé du bionettoyage.